# Le Prince de ce monde
Le Prince de ce monde est un film belge, réalisé par Manuel Gomez librement inspiré d'un fait divers français qui a marqué les années 1950, l'affaire Guy Desnoyers et sorti en 2008.

## Fiche technique
- Dates de sortie :
- Belgique :
  - 31 mars 2008 (Festival international du film fantastique de Bruxelles)
  - 18 juin 2008 (sortie nationale)
  - Productions: Monkey Productions
  - Producteurs: Gaetan De Deken, Manu Gomez

## Distribution
- Laurent Lucas : Donato
- Charlotte Vandriessche : Maryse
- Lio : Florence
- Jean-Claude Dreyfus : Debruges
- Jean-Henri Compère : Roger
- Michel Angely : Marcel